# Бирн, Дэвид
Дэвид Бирн (англ. David Byrne, 14 мая 1952, Дамбартон, Шотландия) — шотлано-американский музыкант, автор песен, продюсер, фотограф. Наиболее известен как основатель и автор песен коллектива новой волны Talking Heads.
Обладатель премий «Грэмми», «Тони», «Оскара» и «Золотого глобуса». 
В настоящий момент проживает в Нью-Йорке.

## Биография
Дэвид Бирн родился 14 мая 1952 года в шотландском городе Дамбартоне. Через два года его родители переехали в Гамильтон в канадской провинции Онтарио, а затем, когда ему было 8 или 9 лет, в США, в город Арбутус, штат Мэриленд. Год он посещал Школу дизайна Род Айленда, потом бросил и сформировал в 1974 году группу Talking Heads вместе с ещё двумя студентами этой школы — Крисом Францем и Тиной Уэймут. Позже к ним присоединился Джерри Харрисон. Ещё год он отучился в Колледже искусств Мэрилэнда в Балтиморе.
Участвуя в группе, Бирн брался за множество сторонних проектов. В частности с Брайаном Ино он выпустил альбом My Life in the Bush of Ghosts (1981), привлёкший внимание критиков. Этот альбом был одним из первых, где использовалось семплирование.
Среди прочих проектов Бирна в 80-х годах — создание музыки к бродвейской постановке «The Catherine Wheel», продюсирование группы The B’52s, а также написание музыки для кино и балета. В 1988 году вместе с Рюити Сакамото и Конг Су Бирн получил «Оскара» за саундтрек к фильму «Последний император» Бернардо Бертолуччи.
В 90-х годах Бирн учредил собственную звукозаписывающую фирму Luaka Bop, с помощью которой продвигал бразильскую музыку, читал лекции, начал профессионально заниматься фотографией. Сейчас его выставки проходят в галереях современного искусства по всему миру.
В 2003 году Бирн выпустил книгу «Envisioning Emotional Epistemological Information» с DVD-приложением, которое содержит работы артиста в Power Point. С тех пор и по сей день он выступает с лекциями об этой программе.
В 2005 году Дэвид Бирн приспособил для исполнения музыкальных произведений заброшенную фабрику по производству красок «Fargfabriken» в Стокгольме. Для того чтобы задействовать в производстве звука все конструкции здания фабрики, Бирн переделал старый орган, работавший при помощи деревянных мехов. Часть клавиш и педалей переоборудованного органа была соединена с десятками прозрачных пластиковых труб, через которые нагнетался воздух для создания шума ветра и свиста. Специальные тросы связывали другие клавиши с молотками, бьющими по полым металлическим колоннам здания фабрики. К поперечным балкам были прикреплены специальные устройства, заставляющие эти металлические брусья вибрировать и издавать гудение разной высоты..
В 2009 году Бирн выпустил книгу «Записки велосипедиста» с наблюдениями жизни разных городов, где Дэвид не только рассказывает об увиденном, но и делится мыслями о том, как сделать этот мир лучше.

## Факты
- У Дэвида Бирна и Аделл Луц есть дочь Малу Абени Валентайн Бирн[3]. Бирн и Луц развелись в 2004 году[4].
- Бирн появляется в 309-м эпизоде Симпсонов «Dude, Where’s My Ranch?» (14-й сезон, код серии: EABF13). В этом эпизоде он вместе с Гомером Симпсоном создаёт музыкальную композицию «Everybody Hates Ned Flanders».
- В операционной системе Windows XP в папке «Общие документы» находится композиция Дэвида Бирна «Like Humans Do» из альбома Look Into The Eyeball 2001 года в формате Windows Media Audio[5][6].
- Многие движения главной героини в первых выпусках веб-сериала ENA основаны на движениях Дэвида Бирна в своих клипах.
- У рок-группы «Аквариум» в песне «Жажда» (альбом «Дети Декабря») есть слова:

```
Ты можешь спросить себя:
«Где мой новый красивый дом?»
Ты можешь цитировать 
Брайана Ино
 с Дэвидом Бирном...
```

При этом первые две строчки из приведённых — это действительно цитата из песни Talking Heads «Once in a Lifetime», написанной Бирном, Ино, Францем, Харрисоном и Уэймут.

## Дискография

### Альбомы
- Catherine Wheel (1981)
- Rei Momo (1989)
- The Forest (1991)
- Uh-Oh (1992)
- David Byrne (1994)
- Feelings (1997)
- Look Into the Eyeball (2001)[7]
- Grown Backwards (2004)
- American Utopia (2018)

### Совместное творчество
- «My Life In The Bush Of Ghosts» (совместно с Брайаном Ино) (1981) remastered 2005
- «Everything That Happens Will Happen Today» (совместно с Брайаном Ино) (2008)
- «David Byrne & Fatboy Slim — Here Lies Love (2010) 2CD»
- "Love this Giant" (совместно с St.Vincent) (2012).

### DVD
- Between the Teeth (1993)
- Live at Union Chapel (BBC Video, 2003)
- Live from Austin, TX (записан 28 ноября 2001, вышел в 2007)
- Album de la semaine (with St.Vincent), 2013
- American Utopia (2020)

## Сочинения
- How Music Works. — 1-е. — Canongate Books Ltd, 13.09.2012. — 358 p. — ISBN 9780857862501.

На русском
- Записки велосипедиста = Bicycle Diaries. — 1-е. — Москва: Амфора, 2009. — 384 p. — (Амфора Travel). — 6000 экз. — ISBN 978-5-367-01180-7.
- Дэвид Бирн. Как работает музыка = David Byrn. How music work. — М.: Альпина нон-фикшн, 2020. — 400 p. — ISBN 978-5-00139-194-4.

## Мнения
Соломон Волков о диске композитора 2004 года: «Это — знаменитый Дэвид Бёрн, руководитель, ведущий вокалист, гитарист и композитор прославленной некогда группы „Talking Heads“. Это — одна из лучших групп нью-йоркской новой волны. Он выпустил только что новый диск. Многое мне в нём понравилось, потому что он тонкий музыкант и очень тонкий поэт. Но один из номеров — это неожиданным образом классическая ария, которую он исполняет в собственной аранжировке. Причём это ария Надиры из оперы Бизе „Искатели жемчуга“. Он её написал в 25 лет. Она никогда особым успехом не пользовалась, но именно эту арию (её поют все тенора) очень смешно и занимательно поет Берн. Так поют в душе, но ты поневоле вслушиваешься в это, и это современный взгляд на классику. Дэвид Бирн исполняет арию Надира в дуэте с Руфусом Уэйнрайтом из ансамбля под названием „Струнные тоски“ и ещё с электронным инструментом российского происхождения, терменвоксом».